# カルロス・ブーザー
カルロス・オースティン・ブーザー・ジュニア（Carlos Austin Boozer, Jr.、1981年11月20日 - ）は、アメリカ合衆国のバスケットボール選手。ポジションはパワーフォワード。ドイツ生まれ、アラスカ州出身という珍しい経歴を持つ。

## 経歴

### 学生時代
ブーザーは、父がアメリカ軍に従軍していた関係でドイツのアシャッフェンブルクで生まれた。その後、アメリカのアラスカ州に移って育った。高校は地元のジュノー・ダグラス高校に通い、そのバスケットチーム、クリムゾン・ベアーズを2回州のチャンピオンに導いた。高校卒業後はマイク・シャシェフスキー率いるデューク大学に入学する。大学では3年間で1,506ポイント、平均14.9ポイント、7.2リバウンドを上げて2001年のNCAAトーナメントでの勝利の原動力となった。

### NBAキャリア
卒業後2002年のNBAドラフトでブーザーは2巡目全体35番目で指名を受け、クリーブランド・キャバリアーズに入団する。ドラフト下位指名者ながらルーキーシーズンは10得点7.5リバウンドのアベレージを残し、オールルーキーセカンドチームに選出されるなど、期待以上の働きを見せた。2年目のシーズンはさらに活躍をみせる。ゲーム平均で15.5ポイント、11.4リバウンドを記録し、トータルリバウンドはNBAで5位の成績だった。ブーザーの予想以上の成長ぶりに加え、チームは2003年のNBAドラフトでレブロン・ジェームズを獲得しており、キャバリアーズはこの2人を中心としたチームとなるはずだった。しかしチーム側がブーザーとの3年目の契約を破棄し、新たに高額契約を結ぼうとしたが、ブーザーはキャバリアーズとは再契約せず、より高額なサラリーを提示したユタ・ジャズと契約した。
ジャズはジョン・ストックトン引退後チーム成績の低迷が続いていたが、ブーザーを獲得してチーム再建のカギにしたいとの思いから、高額契約に踏み切った。ブーザーは期待通りの活躍をみせ、ゲーム平均17.8ポイント、9.0リバウンドを記録する。しかし、ジャズ移籍後怪我が多く2005-06シーズンにはシーズンの半分を棒に振った。2006-07シーズンには怪我から復帰、20.9得点11.7リバウンドのアベレージを残し、オールスターにも初出場した(怪我でゲームには不参加)。2005年のNBAドラフトで獲得した若手ポイントガードのデロン・ウィリアムスとブーザーのコンビは、往年のストックトンとカール・マローンの再来とまで言われ、2人を中心にジャズは快進撃を開始。51勝31敗の成績でレギュラーシーズンを終え、ブーザーにとっては初の、そしてジャズにとっては4年ぶりのプレイオフに進出し、カンファレンスファイナルまで勝ち進んだ。
2010年にFAとなり、願っていたブルズ移籍が叶う。ブーザーは「マイケル・ジョーダンが活躍したこの地で、プレーしたいのは、誰でも思うことだ」と言っていた。ブーザーが移籍してきたことで、ブルズは弱点とされていたインサイドでの得点力を上げ、一躍2010―11シーズンの台風の目となることが予想された。しかし、シーズン開幕前に自宅でかばんにつまずいて右手小指を骨折し、シーズン序盤を棒に振ってしまう。復帰直後は、試合勘やコンビネーションの問題で今一つであったが、徐々に活躍し、1試平均約20得点、約10リバウンドでブルズのインサイドを牽引している。しかし、オールスター明けにブルズの勢いが出てきたとき、またもやアクシデントがブーザーを襲った。3月のボブキャッツ戦でシュート時に危険なファウルを受けたブーザーは、不自然な形で左足から着地し、負傷退場してしまう。ケガの具合が心配されたか、捻挫と比較的軽めの症状で済んだことで、シーズンを棒に振ることはなかった。
2014年オフにブルズがブーザーに対しアムネスティ条項を行使して放出、7月17日にロサンゼルス・レイカーズに移籍した。
2015-16シーズンはプレーすることもなく、2016年7月30日にCBAの広東サザンタイガースと契約した。

## 個人成績

### レギュラーシーズン
| シーズン | チーム   | GP  | GS  | MPG  | FG%  | 3P%  | FT%  | RPG  | APG | SPG | BPG | PPG  |
| -------- | -------- | --- | --- | ---- | ---- | ---- | ---- | ---- | --- | --- | --- | ---- |
| 2002–03  | CLE      | 81  | 54  | 25.3 | .536 | .000 | .771 | 7.5  | 1.3 | .7  | .6  | 10.0 |
| 2003–04  | CLE      | 75  | 75  | 34.6 | .523 | .167 | .768 | 11.4 | 2.0 | 1.0 | .7  | 15.5 |
| 2004–05  | UTA      | 51  | 51  | 34.7 | .521 | .000 | .698 | 9.0  | 2.8 | .8  | .5  | 17.8 |
| 2005–06  | UTA      | 33  | 19  | 31.1 | .549 | ---  | .723 | 8.6  | 2.7 | .9  | .2  | 16.3 |
| 2006–07  | UTA      | 74  | 74  | 34.6 | .561 | ---  | .685 | 11.7 | 3.0 | .9  | .3  | 20.9 |
| 2007–08  | UTA      | 81  | 81  | 34.9 | .547 | .000 | .738 | 10.4 | 2.9 | 1.2 | .5  | 21.1 |
| 2008–09  | UTA      | 37  | 37  | 32.4 | .490 | ---  | .698 | 10.4 | 2.1 | 1.1 | .2  | 16.2 |
| 2009–10  | UTA      | 78  | 78  | 34.3 | .562 | ---  | .742 | 11.2 | 3.2 | 1.1 | .5  | 19.5 |
| 2010–11  | CHI      | 59  | 59  | 31.9 | .510 | ---  | .701 | 9.6  | 2.5 | .8  | .3  | 17.5 |
| 2011–12  | CHI      | 66  | 66  | 29.5 | .532 | .000 | .693 | 8.5  | 1.9 | 1.0 | .4  | 15.0 |
| 2012–13  | CHI      | 79  | 79  | 32.2 | .477 | .000 | .731 | 9.8  | 2.3 | .8  | .4  | 16.2 |
| 2013–14  | CHI      | 76  | 76  | 28.2 | .456 | .000 | .767 | 8.3  | 1.6 | .7  | .3  | 13.7 |
| 2014–15  | LAL      | 71  | 26  | 23.8 | .499 | ---  | .627 | 6.8  | 1.3 | .6  | .2  | 11.8 |
| Career   | Career   | 861 | 775 | 31.2 | .521 | .071 | .722 | 9.5  | 2.2 | .9  | .4  | 16.2 |
| All-Star | All-Star | 1   | 0   | 19.0 | .467 | .000 | .000 | 10.0 | .0  | .0  | .0  | 14.0 |

### プレーオフ
| シーズン | チーム | GP | GS | MPG  | FG%  | 3P%  | FT%  | RPG  | APG | SPG | BPG | PPG  |
| -------- | ------ | -- | -- | ---- | ---- | ---- | ---- | ---- | --- | --- | --- | ---- |
| 2007     | UTA    | 17 | 17 | 38.5 | .536 | ---  | .738 | 12.2 | 2.9 | 1.0 | .3  | 23.5 |
| 2008     | UTA    | 12 | 12 | 36.8 | .415 | ---  | .714 | 12.3 | 2.8 | .5  | .2  | 16.0 |
| 2009     | UTA    | 5  | 5  | 37.2 | .528 | ---  | .771 | 13.2 | 2.2 | 1.6 | .4  | 20.6 |
| 2010     | UTA    | 10 | 10 | 40.2 | .530 | ---  | .534 | 13.2 | 3.0 | .4  | .7  | 19.7 |
| 2011     | CHI    | 16 | 16 | 31.7 | .433 | .000 | .800 | 9.7  | 1.8 | .6  | .4  | 12.6 |
| 2012     | CHI    | 6  | 6  | 33.3 | .422 | ---  | .714 | 9.8  | 3.0 | .8  | .3  | 13.5 |
| 2013     | CHI    | 12 | 12 | 35.9 | .494 | .000 | .689 | 9.6  | 1.5 | .8  | .1  | 16.4 |
| 2014     | CHI    | 5  | 5  | 24.2 | .426 | ---  | .889 | 7.8  | 1.0 | .2  | .0  | 9.6  |
| Career   | Career | 83 | 83 | 35.4 | .483 | .000 | .726 | 11.1 | 2.3 | .7  | .3  | 17.1 |

## プレースタイル
強靭な肉体を持ち、高いFG成功率とリバウンド能力を発揮するパワーフォワードの典型である。本来は右利きであるが左手も同等に器用に使うことができるため、ポストアップされた相手ディフェンスは非常に守りづらくなる。毎試合20得点、10リバウンドを期待できる安定性と、その屈強な身体からジャズ往年のスーパースター、カール・マローンの再来と言われた。ディフェンスに対する意識が少ないことが欠点であったが、シカゴに移籍後は、改善がされたが、オフェンスのスタッツほど高い評価を受けないことがある。ケガが多く、1シーズンを通してのフル出場は多くない。

## その他
ブーザーはオリンピックのアメリカ代表チームに選抜され、アテネオリンピックに出場した。この大会でアメリカは銅メダルを獲得した。
2008年の北京のオリンピックにも出場し、金メダルを獲得した。